# Municipio de Spiceland
El municipio de Spiceland (en inglés: Spiceland Township) es un municipio ubicado en el condado de Henry en el estado estadounidense de Indiana. En el año 2010 tenía una población de 2279 habitantes y una densidad poblacional de 39,43 personas por km².

## Geografía
El municipio de Spiceland se encuentra ubicado en las coordenadas 39°49′47″N 85°27′31″O / 39.82972, -85.45861. Según la Oficina del Censo de los Estados Unidos, el municipio tiene una superficie total de 57.8 km², de la cual 57,56 km² corresponden a tierra firme y (0,41 %) 0,24 km² es agua.

## Demografía
Según el censo de 2010, había 2279 personas residiendo en el municipio de Spiceland. La densidad de población era de 39,43 hab./km². De los 2279 habitantes, el municipio de Spiceland estaba compuesto por el 97,72 % blancos, el 0,31 % eran afroamericanos, el 0,18 % eran amerindios, el 0,48 % eran asiáticos, el 0,66 % eran de otras razas y el 0,66 % eran de una mezcla de razas. Del total de la población el 0,79 % eran hispanos o latinos de cualquier raza.